# Cieśnina Florydzka

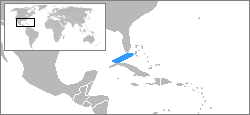
Cieśnina Florydzka

Cieśnina Florydzka (ang. Straits of Florida, Florida Strait(s), hiszp. Estrecho de la Florida) – cieśnina między półwyspem Floryda a Kubą i wyspami Bahama, łącząca Zatokę Meksykańską z Atlantykiem.
Wymiary:
- długość: 300 km
- najmniejsza szerokość: 145 km
- największa głębokość: 1830 m